# Soukeïna Sagna
Soukeïna Sagna (* 17. April 1998 auf Saint-Denis) ist eine französisch-senegalesische Handballspielerin, die für die senegalesische Nationalmannschaft aufläuft.

## Karriere

### Im Verein
Sagna gab kurz vor ihrem 17. Geburtstag ihr Erstligadebüt für Union Mios Biganos-Bègles, mit dem sie in der Saison 2014/15 den EHF Challenge Cup gewann. Nachdem der Verein im November 2015 zahlungsunfähig war und sich vom Spielbetrieb zurückgezogen hatte, setzte sie ihre Karriere beim Drittligisten C.A. Bèglais fort.
Sagna schloss sich im Jahr 2016 dem Erstligaaufsteiger HBC Celles-sur-Belle an, mit dem sie ein Jahr später wieder abstieg. Ab dem Sommer 2018 pausierte sie aufgrund ihrer Schwangerschaft. Nachdem sie im Oktober 2018 einen Sohn zur Welt gebracht hatte, kehrte sie Anfang des Jahres 2019 in den Kader von Celles-sur-Belle zurück. Sagna legte nach der Saison 2019/20 eine Pause ein und wurde im Februar 2021 vom Erstligisten Paris 92 verpflichtet, um dort den verletzungsbedingten Ausfall von Déborah Lassource und den Abgang von Ryu Eun-hee zu kompensieren. Im Sommer desselben Jahres unterschrieb sie einen Vertrag beim Ligakonkurrenten Mérignac Handball. Zwei Jahre später wechselte sie zum Erstligisten Handball Plan-de-Cuques. Im Sommer 2024 kehrte sie zu Paris 92 zurück.

### In Auswahlmannschaften
Sagna lief für die französische Juniorinnennationalmannschaft auf, mit der sie bei der U-19-Europameisterschaft 2017 die Goldmedaille gewann. Später gehörte sie dem erweiterten Kader der französischen Nationalmannschaft an. Im Jahr 2021 entschloss sie sich für Senegal, dem Heimatland ihrer Mutter, aufzulaufen. Noch im selben Jahr nahm sie mit der senegalesischen Auswahl an der Afrikameisterschaft teil, bei der Senegal den fünften Platz belegte. Ein Jahr später beendete sie die Afrikameisterschaft auf dem vierten Platz. Sie nahm mit Senegal an der Weltmeisterschaft teil und belegte den 18. Platz. Sagna erzielte im Turnierverlauf 40 Treffer. Bei der Afrikameisterschaft 2024, die Senegal auf dem zweiten Platz abschloss, wurde sie in das All-Star-Team berufen.